# Amsacta lineola
Amsacta lineola là một loài bướm đêm thuộc phân họ Arctiinae, họ Erebidae.